# Michał Fijałka (zawodnik MMA)

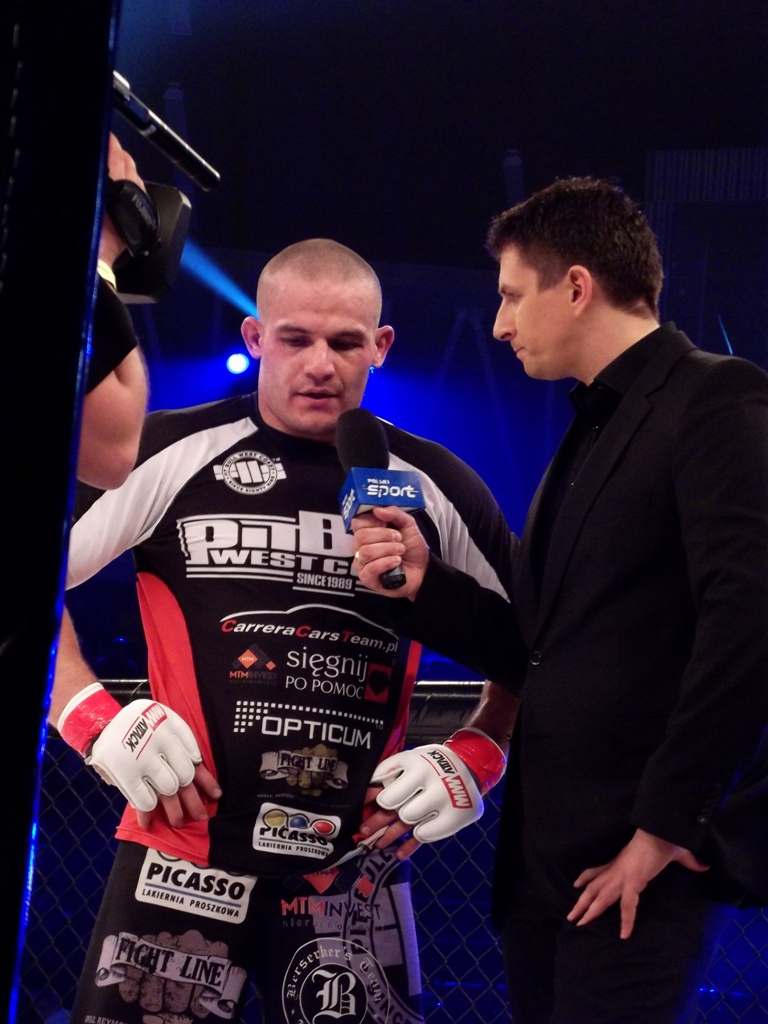
Fijałka w wywiadzie z Mateuszem Borkiem po przegranej na MMA Attack 2

Michał Fijałka (ur. 29 listopada 1983 w Resku) – polski zawodnik MMA występujący w wadze półciężkiej. Walczył m.in. dla KSW, BOTE, MMA Attack czy Babilon MMA. Aktualnie mistrz dwóch organizacji – Fighting Zone i XCage w wadze półciężkiej. Aktualnie zawodnik KSW.

## Osiągnięcia[4]

### Mieszane sztuki walki
- 2008: Zwycięzca turnieju w wadze półciężkiej na gali KSW Eliminacje II
- 2014: Mistrz organizacji Fighting Zone w wadze półciężkiej
- 2015: Mistrz organizacji XCage w wadze półciężkiej

### Brazylijskie jiu-jitsu
- Brązowy pas Brazylijskiego Jiu Jitsu

## Lista walk w MMA
| Wynik     | Bilans | Przeciwnik (bilans przed walką) | Rozstrzygnięcie                      | Runda | Czas | Rozgrywki                              | Data       | Miejsce              | Uwagi                                                                                            |
| --------- | ------ | ------------------------------- | ------------------------------------ | ----- | ---- | -------------------------------------- | ---------- | -------------------- | ------------------------------------------------------------------------------------------------ |
| Przegrana | 16-7-1 | Chris Fields (11-7-1)           | Decyzja (jednogłośna)                | 3     | 5:00 | KSW 40: Dublin                         | 22.10.2017 | Dublin               |                                                                                                  |
| Wygrana   | 16-6-1 | Marcin Łazarz (10-4)            | Decyzja (jednogłośna)                | 3     | 5:00 | Babilon MMA 1: Seaside Fight           | 18.08.2017 | Międzyzdroje         |                                                                                                  |
| Przegrana | 15-6-1 | Marcin Wójcik (8-4)             | Decyzja (jednogłośna)                | 3     | 5:00 | KSW 35: Khalidov vs. Karaoglu          | 27.05.2016 | Gdańsk/Sopot         |                                                                                                  |
| Wygrana   | 15-5-1 | John Allan (8-3)                | Poddanie (duszenie za pleców)        | 2     | 1:11 | XCage 9                                | 08.04.2016 | Toruń                | Obronił pas organizacji XCage w wadze półciężkiej                                                |
| Wygrana   | 14-5-1 | Hracho Darpinyan (13-7-1)       | Decyzja (niejednogłośna)             | 3     | 5:00 | XCage 8                                | 05.09.2015 | Toruń                | Zdobył pas organizacji XCage w wadze półciężkiej                                                 |
| Przegrana | 13-5-1 | Jiří Procházka (12-2-1)         | TKO (przerwanie przez narożnik)      | 1     | 5:00 | GCF 31-Cage Fight 6                    | 21.05.2015 | Brno                 |                                                                                                  |
| Wygrana   | 13-4-1 | Bakary El Anwar (5-3)           | TKO (ciosy pięściami)                | 1     | 2:15 | Arena Bersekerów 7                     | 14.03.2015 | Szczecin             |                                                                                                  |
| Wygrana   | 12-4-1 | Tassilo Lahr (8-1)              | TKO (zawodnik poddał się w przerwie) | 3     | 5:00 | Fighting Zone: Cage Time               | 10.12.2014 | Praga                | Zdobył pas organizacji Fighting Zone w wadze półciężkiej                                         |
| Wygrana   | 11-4-1 | Mikałaj Bojarczuk (1-2)         | TKO (ciosy pięściami)                | 1     | 2:45 | Arena Berserkerów 6                    | 07.06.2014 | Police               |                                                                                                  |
| Wygrana   | 10-4-1 | Ołeksandr Bojko (8-5)           | Poddanie (duszenie zza pleców)       | 1     | 3:33 | Arena Berserkerów 5                    | 01.03.2014 | Stargard Szczeciński |                                                                                                  |
| Wygrana   | 9-4-1  | Mateusz Ostrowski (4-3)         | Poddanie (duszenie zza pleców)       | 3     | 2:59 | Imperium Arena – Fijałka vs. Ostrowski | 08.12.2013 | Szczecin             |                                                                                                  |
| Przegrana | 8-4-1  | Karol Celiński (10-4-1)         | Poddanie (duszenie zza pleców)       | 2     | 3:59 | Arena Berserkerów 4                    | 05.10.2013 | Stargard Szczeciński | Bonus za walkę wieczoru                                                                          |
| Remis     | 8-3-1  | Karol Celiński (10-4)           | Remis (większościowy)                | 3     | 5:00 | MMA Attack 3                           | 27.04.2013 | Katowice             |                                                                                                  |
| Przegrana | 8-3    | Hans Stringer (19-5-2)          | Decyzja (jednogłośna)                | 3     | 5:00 | MMA Attack 2                           | 27.04.2012 | Katowice             |                                                                                                  |
| Wygrana   | 8-2    | Hracho Darpinyan (6-3-1)        | Poddanie (duszenie zza pleców)       | 2     | 2:45 | Iron Fist 4                            | 05.11.2011 | Szczecin             |                                                                                                  |
| Wygrana   | 7-2    | Krzysztof Gołaszewski (4-1)     | TKO (ciosy pięściami)                | 1     | 4:57 | Ring XF 3: Podwójne Uderzenie          | 05.03.2011 | Zgierz               |                                                                                                  |
| Przegrana | 6-2    | Yoel Romero (1-0)               | TKO (niezdolność do walki)           | 3     | 4:05 | IFF 1: Odwieczna walka                 | 08.10.2010 | Dąbrowa Górnicza     |                                                                                                  |
| Przegrana | 6-1    | Hans Stringer (16-4-1)          | Poddanie (kimura)                    | 1     | 1:51 | BOTE Gdynia 2                          | 12.06.2010 | Gdynia               |                                                                                                  |
| Wygrana   | 6-0    | Dave Dalgliesh (31-18-2)        | Poddanie (duszenie zza pleców)       | 2     | 3:46 | BOTE Gdynia                            | 14.11.2009 | Gdynia               |                                                                                                  |
| Wygrana   | 5-0    | Matias Baric (1-0)              | Poddanie (duszenie zza pleców)       | 2     | 3:05 | KSW 10: Dekalog                        | 19.12.2008 | Warszawa             | Ćwierćfinał turnieju KSW. Fijałka po walce złamał rękę, w związku z tym nie kontynuował turnieju |
| Wygrana   | 4-0    | Sebastian Olchawa (0-2-1)       | Decyzja (jednogłośna)                | 3     | 5:00 | KSW Eliminacje 2                       | 29.03.2008 | Wrocław              | Wygrał turniej w wadze półciężkiej                                                               |
| Wygrana   | 3-0    | Lech Zamorski (0-0)             | Poddanie (kimura)                    | 1     | 1:53 | KSW Eliminacje 2                       | 29.03.2008 | Wrocław              | Półfinał turnieju KSW                                                                            |
| Wygrana   | 2-0    | Arkadiusz Jędraczka (0-0)       | Poddanie (klucz na rękę)             | 2     | 1:36 | KSW Eliminacje 2                       | 29.03.2008 | Wrocław              | Ćwierćfinał turnieju KSW                                                                         |
| Wygrana   | 1-0    | Jacek Czajczyński (1-2)         | TKO (ciosy pięściami)                | 2     | ?    | Gladiators Series                      | 24.06.2007 | Tychy                | Debiut w MMA                                                                                     |